# Spratelloides
Spratelloides is een geslacht van straalvinnige vissen uit de familie van haringen (Clupeidae).

## Soorten
- Spratelloides delicatulus (Bennett, 1832)
- Spratelloides gracilis (Temminck & Schlegel, 1846)
- Spratelloides lewisi Wongratana, 1983
- Spratelloides robustus Ogilby, 1897